# Ablabesmyia pictipes
Ablabesmyia pictipes är en tvåvingeart som först beskrevs av Jean-Jacques Kieffer 1923.  Ablabesmyia pictipes ingår i släktet Ablabesmyia och familjen fjädermyggor. Inga underarter finns listade i Catalogue of Life.